# Jiang Jin
Jiang Jin (chiń. 江津, pinyin Jiāng Jīn; ur. 17 października 1968 roku w Tiencinie) – chiński piłkarz występujący na pozycji bramkarza, a obecnie drugi trener Shanghai Shenhua. Jego brat - Hong jest obecnie bramkarzem Shaanxi Guoli.

## Kariera klubowa
Jiang Jin zawodową karierę rozpoczynał w 1987 roku w klubie August 1st, jednak w jego barwach zadebiutował dopiero w 1994 roku. Przez sześć sezonów rozegrał dla niego 100 ligowych pojedynków, po czym w 2000 roku został zawodnikiem Tianjin Teda F.C. Tam od razu wywalczył sobie miejsce w podstawowej jedenastce i podczas rozgrywek 2000 wystąpił w 23 meczach pierwszej ligi chińskiej. W sezonie 2001 pierwszym bramkarzem w drużynie był jednak Liu Yunfei i Jiang rozegrał tylko sześć spotkań. Od 2003 roku Jin reprezentował barwy Shanghai Shenhua i już w debiutanckim sezonie sięgnął z nim po tytuł mistrza Chin. W 2005 i 2006 roku kończył rozgrywki Chinese Super League na drugiej pozycji, a w 2007 roku wygrał turniej A3 Champions Cup. Dla Shanghai Shenhua Jiang rozegrał łącznie 85 pojedynków w pierwszej lidze, po czym w 2007 roku zakończył piłkarską karierę. Jin pozostał jednak w klubie i obecnie jest asystentem trenera Ma Liangxinga.

## Kariera reprezentacyjna
Razem z reprezentacją Chin Jiang w 2000 roku zajął czwarte miejsce w Pucharze Azji i został wybrany najlepszym bramkarzem turnieju. Następnie Jin został powołany przez Borę Milutinovica do 23-osobowej kadry reprezentacji na Mistrzostwa Świata 2002. Na mundialu Chińczycy zajęli ostatnie miejsce w swojej grupie i odpadli z turnieju. Po mistrzostwach Jiang Jin zakończył reprezentacyjną karierę.